# Division blindée des Guards
La Guards Armoured Division (litt. Division blindée des Guards ) est une division blindée du Royal Armoured Corps britannique qui prit part à la Seconde Guerre mondiale
La division avait pour insigne un écu bleu bordé de rouge et timbré de l'Ever open eye hérité des blindés de la Première Guerre mondiale. 

## Origine et développement (avril 1941-juin 1944)

Division blindée des Guards, 1944-1945.

La décision de créer une division blindée à partir des unités d'infanterie des Guards remonte au début du printemps 1941 et fut motivée par le manque de divisions blindées susceptibles de défendre le territoire du Royaume-Uni en cas d'invasion allemande. Sa création officielle date du mois de mai 1941. Ses effectifs provenaient des dépôts des régiments des Guards  - qui resteront l'exclusive source en personnel jusqu'en 1945. Elle fut placée sous le commandement du Major-Général Sir Oliver Leese.
La division se réunit à plein effectif pour la première fois au mois de septembre sur la plaine de manœuvres de Salisbury, après que ses cadres et personnels techniques eurent terminé leur formation aux centres d'instruction d'arme de Bovington (en) et Lulworth (en). À cette époque, les unités stationnées au Royaume-Uni manquaient encore cruellement de matériel blindé valable, le meilleur de celui-ci étant affecté en priorité aux théâtres des opérations nord-africaines et asiatiques. La toute nouvelle division blindée se retrouva donc équipée de matériel ancien ou de chars Cruiser retirés ou écartés des zones de combat en raison de leurs piètres valeurs et performances comme les Cavaliers et Covenanters. Les pannes fréquentes et la délicatesse technique de ces matériels amenèrent toutefois les personnels de la division à un très haut niveau de compétence professionnelle qui se révéla particulièrement précieux lorsqu'elle fut engagée par la suite.
Quelques traditions régimentaires héritées des origines historiques des unités la composant influencèrent aussi l'organisation de la Division : c'est ainsi que le 1er Bataillon des Grenadiers (Guards) fut converti en unité d'infanterie motorisée... ses recrues d'un mètre quatre-vingt ou plus ne trouvant pas place dans le compartiment exigu des chars de combat.
En avril 1942, la division ayant été complètement équipée et son personnel ayant terminé sa formation théorique, les premiers exercices grandeur nature à l'échelon divisionnaire eurent donc lieu, le niveau et l'échelle de ces exercices allant dès lors en se complexifiant en vue de la future invasion de l'Europe. Les leçons de la guerre du Désert en Afrique du Nord furent pleinement exploitées, le paysage anglais - campagne boisée et agraire, villages, petits centres urbains, voies ferroviaires et coupures humides... -  se prêtant par ailleurs parfaitement à la mise au point de tactiques propres au futur théâtre d'opération européen.

Chars Covenanter du (Armoured) Irish Guards en mars 1942. 'Ulster' appartient au squadron de commandement.

Fin 1942, la composition de l'unité fut modifiée, une des deux brigades blindées d'origine étant remplacée par une brigade d'infanterie motorisée transportée par camion. Le groupe de soutien d'artillerie de la division fut réorganisé et intégré en tant qu'artillerie divisionnaire organique. Le régiment d'auto-mitrailleuses fut retiré pour devenir unité hors-rang de Corps d'armée et remplacé par un régiment de reconnaissance blindé équipé de chars. C'est dans cette disposition que la Division combattra jusqu'en 1945. Sir Oliver Leese fut remplacé à la tête de la Division par le Major-Général Adair - qui assumera cette fonction jusqu'à la fin du conflit - et les Brigadiers N.W. Gwatkin et G.F. Johnston promus respectivement aux commandements des 5th Guards Armoured Brigade et 32nd Guards Brigade - les deux grandes unités - respectivement de chars et d'infanterie motorisée-  constituant celle-ci.
L'année 1942 vit aussi la livraison massive de matériels américains au Royaume-Uni - et notamment du char M4 Sherman dont les premiers exemplaires furent immédiatement engagés en Afrique du Nord. Ce char allait devenir la « monture » de la Division, la seule des trois divisions blindées britanniques à le conserver jusqu'à la fin du conflit, les deux autres (7e (Les Rats du Désert) et 11e) le remplaçant graduellement par le Cromwell et le Comet de fabrication indigène.
Rééquipée à neuf - notamment grâce à l'arrivée de ce matériel américain dans le cadre du Lend-Lease - et perfectionnant sa formation et son entraînement dans le Suffolk et le Yorkshire, la Division fut finalement rassemblée dans la région de Brighton en juin 1944.

## Organisation

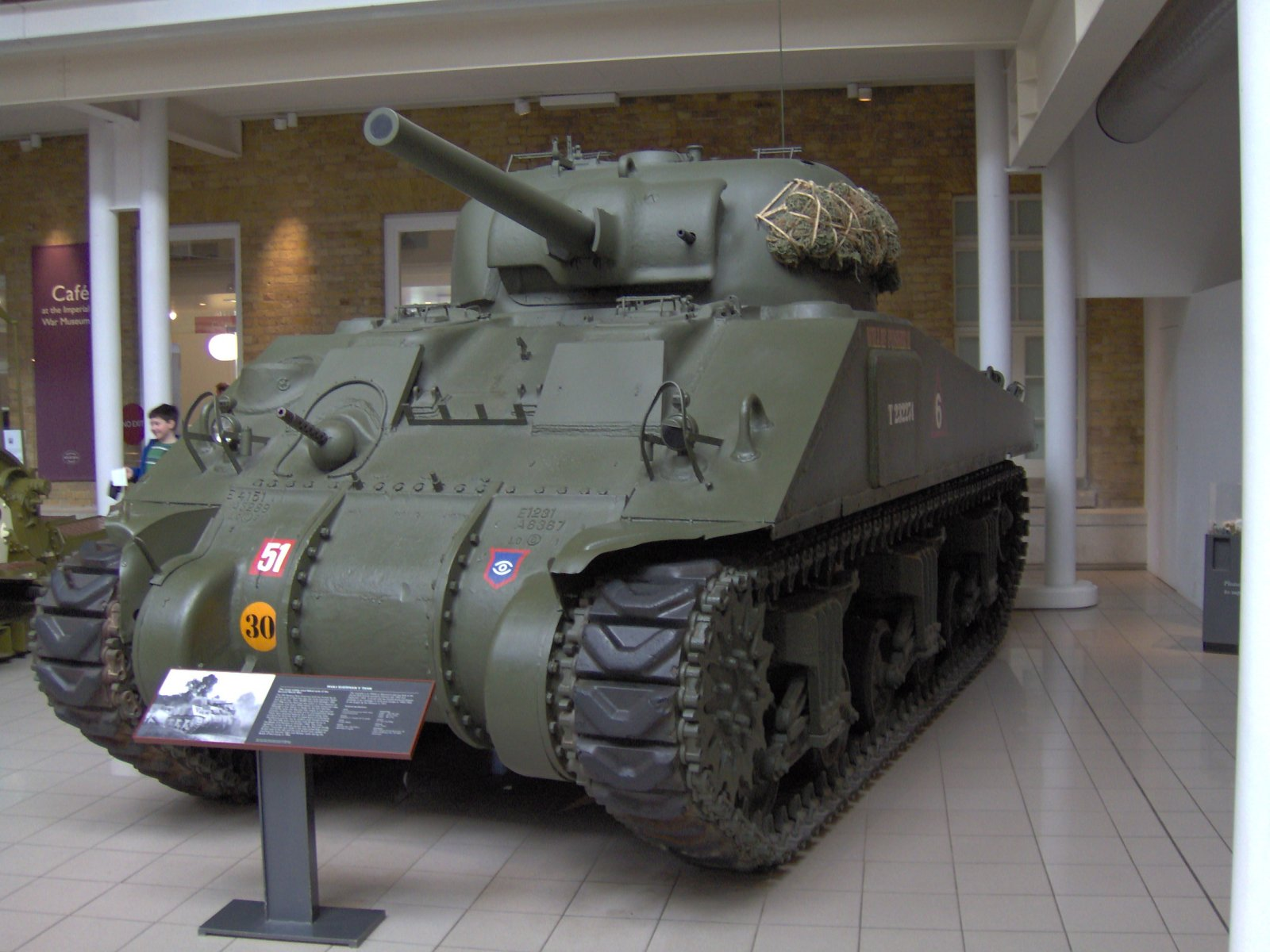
Sherman Mark V (M4A4) du Armd Bn Grenadier Guards conservé à l'Imperial War Museum.

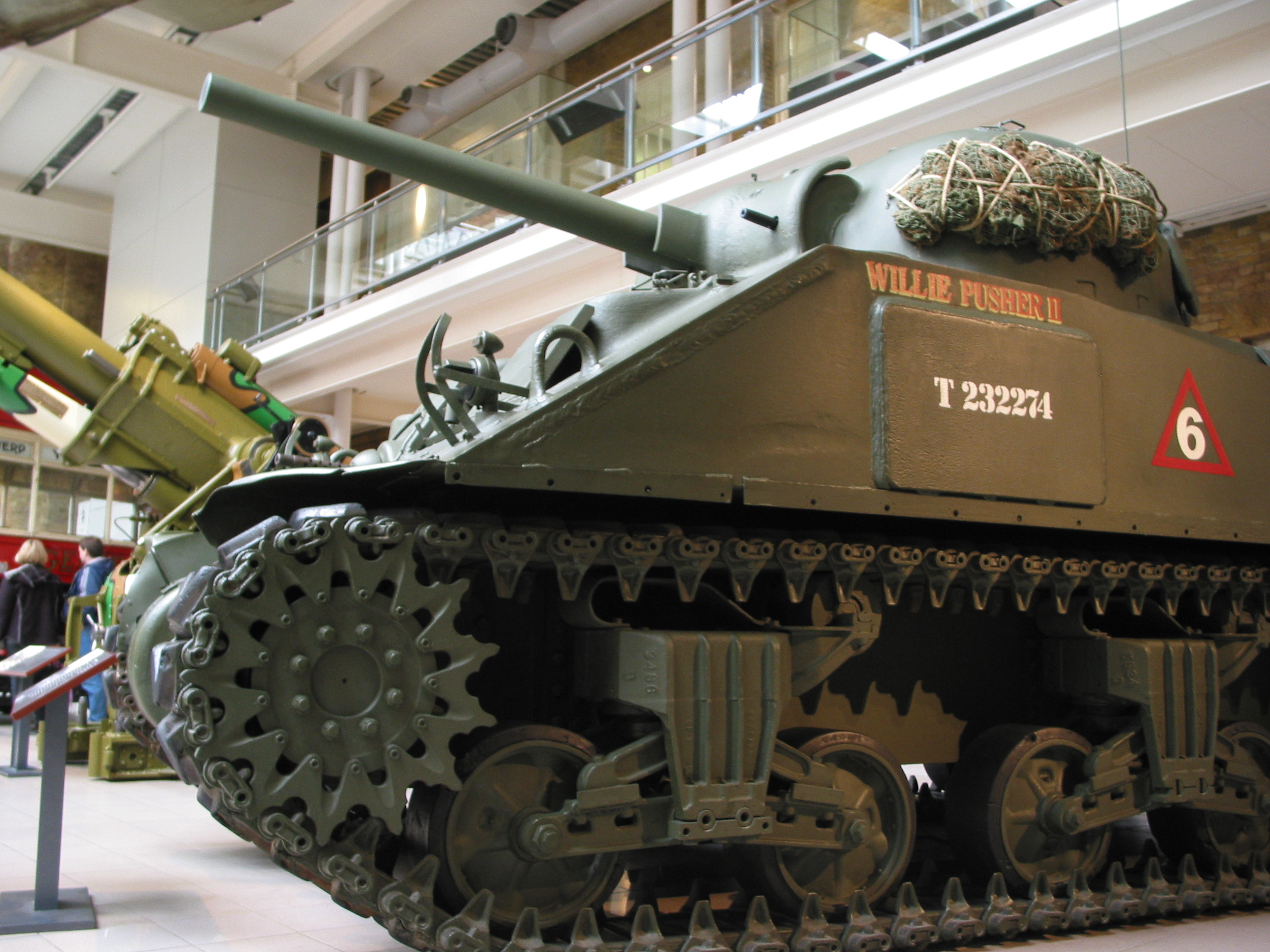
Le même vu de flanc

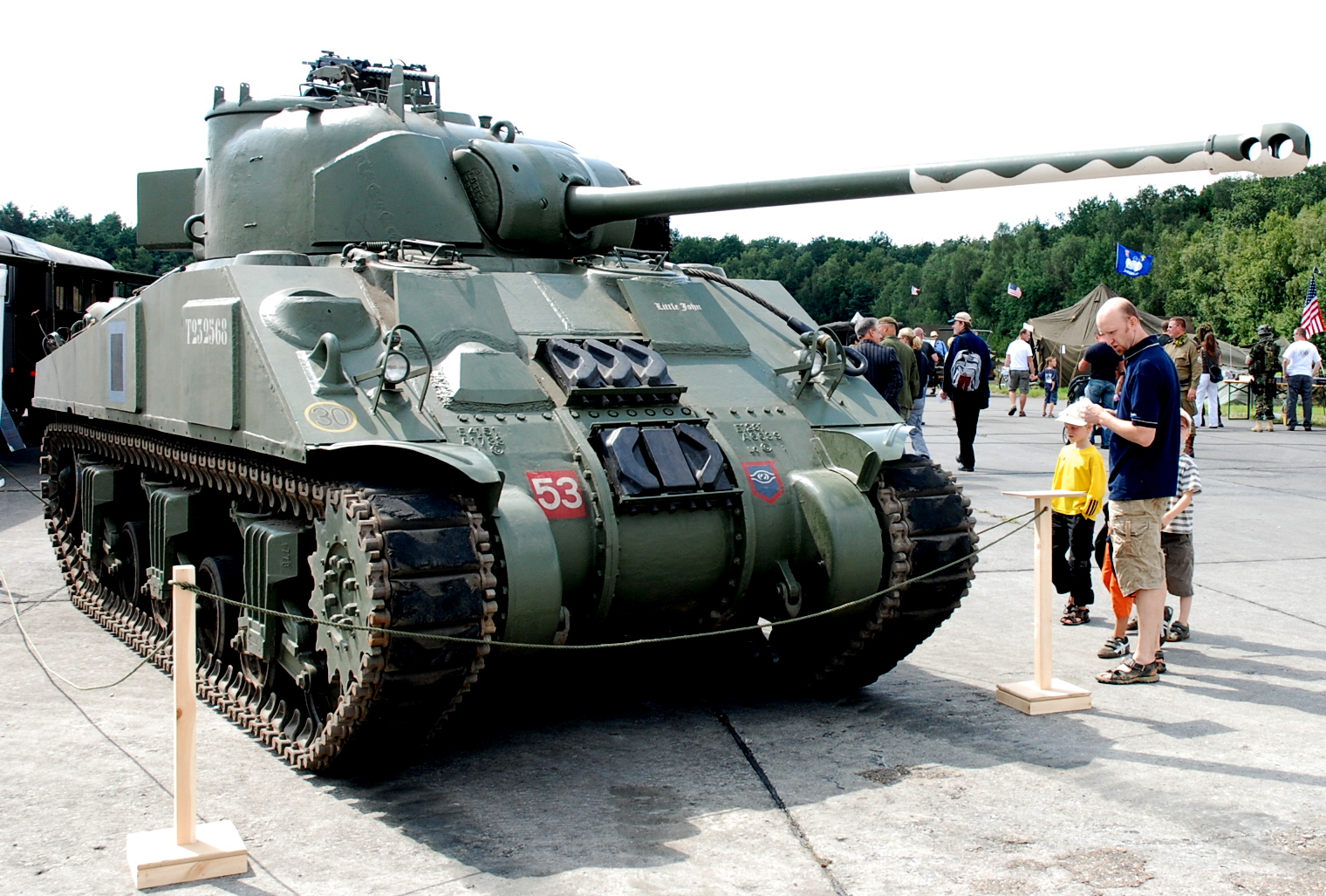
Char Sherman Mark VC Firefly (M4A4 équipé du canon de 17pdr) du Musée Royal de l'Armée de Bruxelles aux couleurs du Armd Bn Irish Guards.

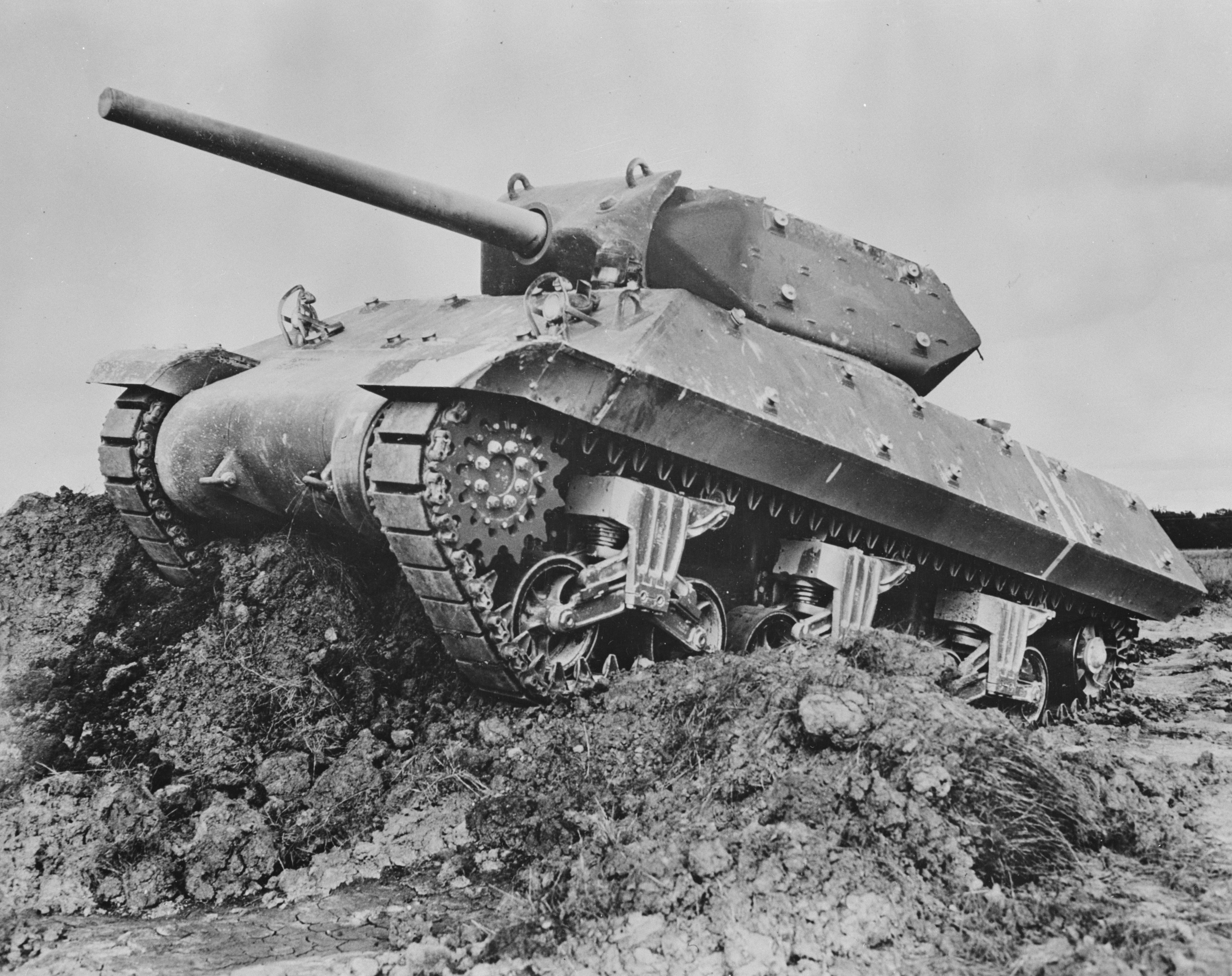
Tank Destroyer M10 Achilles. La division alignait cet engin dans sa configuration d'origine et dans la version ré-armée d'un canon anti-char britannique de 17pdr

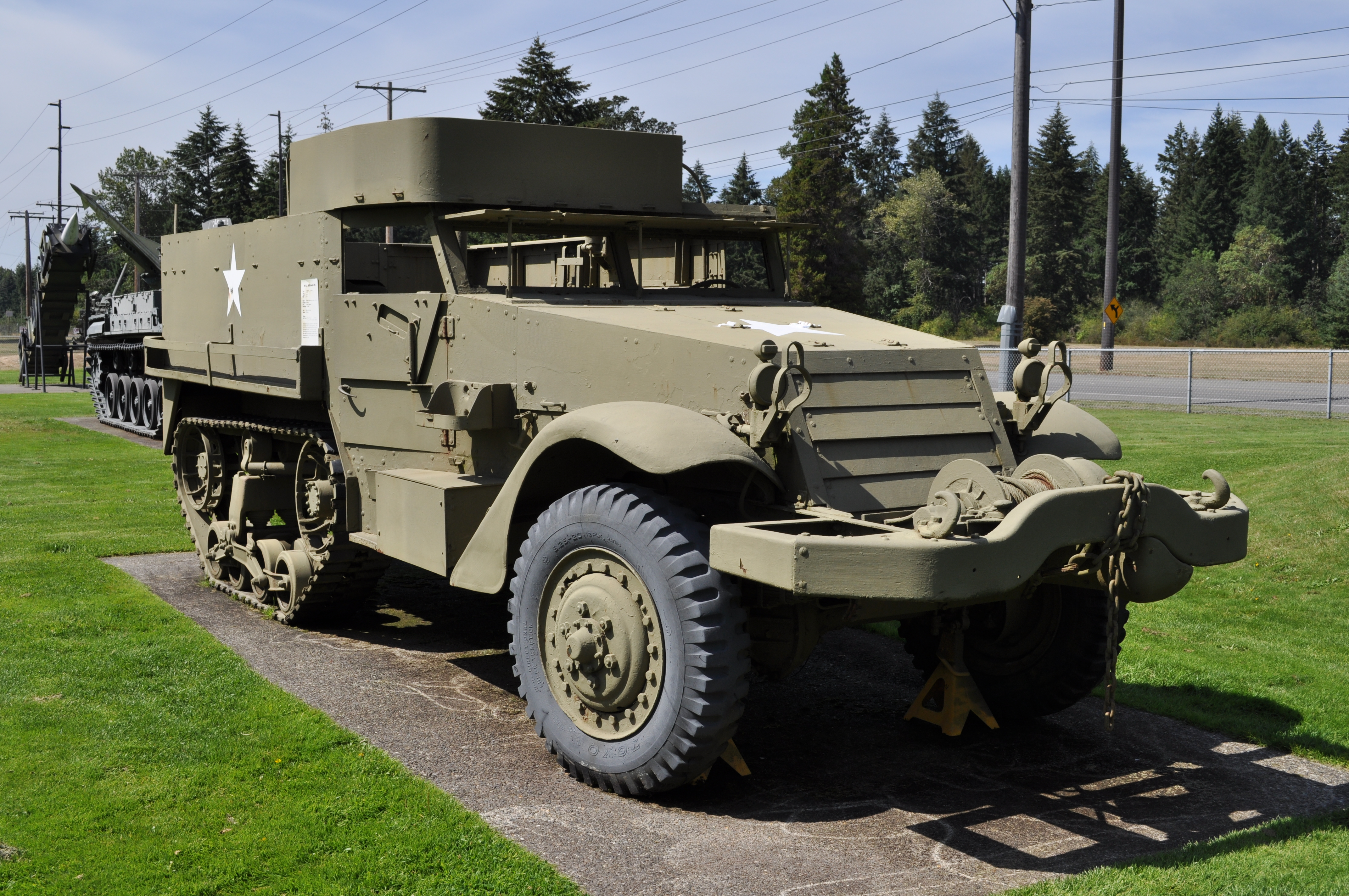
Les Half-tracks américains (M2,3,5 et 9) constituent avec les chenillettes (carriers) le moyen de transport du Motor GG Bn.

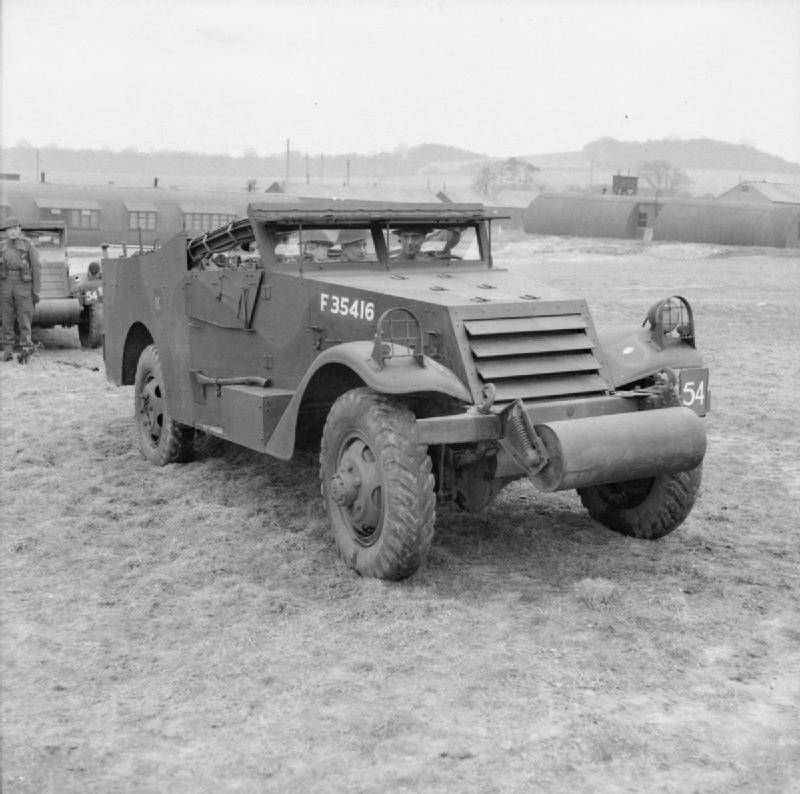
M3 White Scout car de fabrication américaine.

Jusqu'en 1942, la division comptait deux brigades blindées (5th et 6th Guards Armoured Brigades) - ayant été ainsi constituée par crainte d'une invasion allemande attendue du Royaume-Uni. Ce danger s'étant éloigné, les responsables alliés commençant par ailleurs à préparer la libération de l'Europe, elle fut alors réorganisée selon un schéma plus offensif à cette fin, une des brigades blindées (la 6th) étant remplacée par une brigade d'infanterie mécanisée (la 32nd Guards Brigade).
L'organigramme de la division suit le schéma classique de la division blindée de 1944 :
- état-major divisionnaire, transmissions et 2nd Armoured Recce Bataillon Welsh Guards (unité de reconnaissance équipée de chars rapides Cromwell et de M3/M5 Stuart américains),
- brigade blindée (en l'occurrence la 5th Guards armoured brigade - EM, 2nd Armd Bn Grenadier Guards, 1st Armd Bn  Coldstream Guards, 2nd Armd Bn Irish Guards et 1st Motor Bn Coldstream Guards (infanterie mécanisée montée sur semi-chenillés USM3 Half-tracks) ) ;
- brigade d'infanterie motorisée (32nd Guards brigade - EM, 5th Bn Coldstream Guards, 3rd Bn Irish Guards, 1st Bn Welsh Guards - remplacée début 1945 par le 2nd Bn Scots Guards - et 1st Independant Machine Gun Company, Northumbrian Fusiliers) ;
- et les unités divisionnaires : 
  - artillerie (EM, 55 et 153 Field Regt(s) Royal Artillery, 21 Antitank Rgt RA, 94 Light AA Rgt RA) ;
  - génie (Royal Engineers : EM, 148 Field Park Squadron, 14 et 615 Field Sqn(s) et 11 Bridging Troop) ;
  - intendance (Royal Army Supply Corps : EM, 310 Armoured Brigade Company, 224 Infantry Brigade Coy, 535  Divisional Troops Coy et trois RASC Troop-carrying detachments) ;
  - mécaniciens et services techniques (Royal Electrical & Mechanical Engineers : EM, 5th Armd Bde Workshop et 32nd Guards Bde Workshop) ;
  - services médicaux (EM, ambulances, service d'hygiène, etc.) ;
  - divers services administratifs : poste, police militaire, Mobile Laundry & Bath unit, etc.

Alors que dans les autres divisions blindées, les unités de service forment un groupe hétérogène sous l'autorité d'un EM d'échelon arrière, la division des Guards regroupa ceux-ci au sein d'une troisième brigade « virtuelle ».
- Organisation de l‘Armoured Bataillon

Note préliminaire : les régiments de la Garde ne pouvant être dédoublés par tradition, les bataillons  furent portés à effectifs régimentaires tout en conservant leur "title" d'origine.
Les trois bataillons blindés de la 5th Armoured Brigade sont organisés selon le schéma suivant : un Regimental Headquarter (RHQ) (quatre chars, un half-track et une scout car), un Signal Troop (transmissions équipés de camions), un Light Aid Detachment (service de dépannage mécanique : camions, un half-track et deux dépanneuses Scammel - les chars dépanneurs Sherman ARV étant intégrés aux Squadrons blindés), un Headquarter Squadron  et trois Squadrons (A, B et C) ;
Le HQ Squadron se décompose en un EM (deux jeeps et un camion), un Admin. Troop, un Recce Troop (onze chars M3/M5 Stuart), un Intercom Troop (neuf Scout cars) et un AA Troop (Défense antiaérienne : huit chars DCA Crusader) ;
Les Squadrons se décomposent en cinq Troops de trois chars (deux M4 Sherman de 75 mm et un M4 Sherman Firefly équipé d'un canon de 17pdr, équivalent britannique du redoutable 88 mm allemand) plus un Troop de service (trois half-tracks, quatorze camions).
- Organisation du Motor Bataillon

Le 1st Motor Bn Grenadier Guard est le régiment d'infanterie blindée de la 5th Armd Brig (voir remarque supra). Son organigramme s'établit de la façon suivante : EM, une Support Company et trois Motor Companies.
La Support Coy compte trois Anti-tank platoons équipés chacun de deux canons de 6 pdr tractés par des carriers chenillés et deux Machine Guns Platoons équipés de quatre mitrailleuses Vickers transportées elles aussi par des chenillettes;
Les Motor Cies se décomposent en un EM disposant de deux M3 White Scout Cars (camions blindés) et ayant sous ses ordres une section de trois mortiers de 3 inches,  trois Motor Platoons disposant de quatre half-tracks et de diverses armes d'appui (mortiers, PIAT antichar et FM Bren) et un Carrier Platoon équipé de onze carriers, de mortiers, de PIAT et de FM.
Tous les véhicules de ce Bataillon sont timbrés d'un carré rouge marqué du chiffre 54.
- Organisation du 2nd Armd Recce Bn Welsh Guards

Le régiment blindé de reconnaissance de la division présente la même structure que les trois bataillons de la brigade blindée mais est équipé de chars britanniques Cromwell et Challenger (châssis de  Cromwell avec une tourelle équipée du 17pdr) et de chars américains Stuart - qui seront rapidement remplacés par des Cromwells.  Deux chars Cromwell CS (Close Support) armés d'un canon de 95 mm étaient affectés à titre de véhicules d'appuie-feu à chaque Squadron. Les véhicules de cette unité étaient marqués d'un carré bicolore (partage horizontal) vert/bleu timbré du chiffre 45.
Voir aussi : Signalétique des unités britanniques pendant la Seconde Guerre mondiale

## Équipement

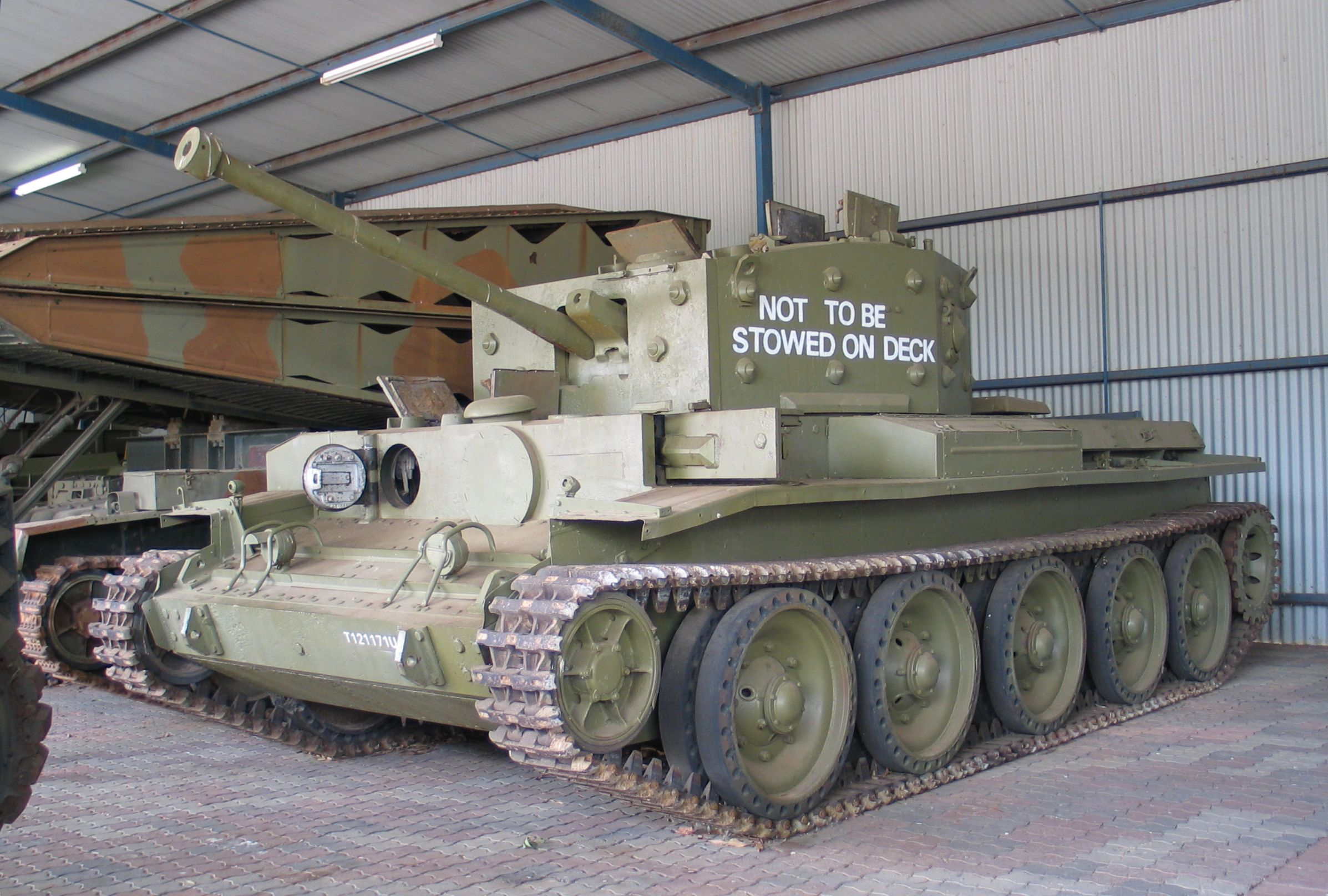
Char Cromwell de reconnaissance qui équipait le Armd Recce Bn Welsh Guards unité divisionnaire de reconnaissance.

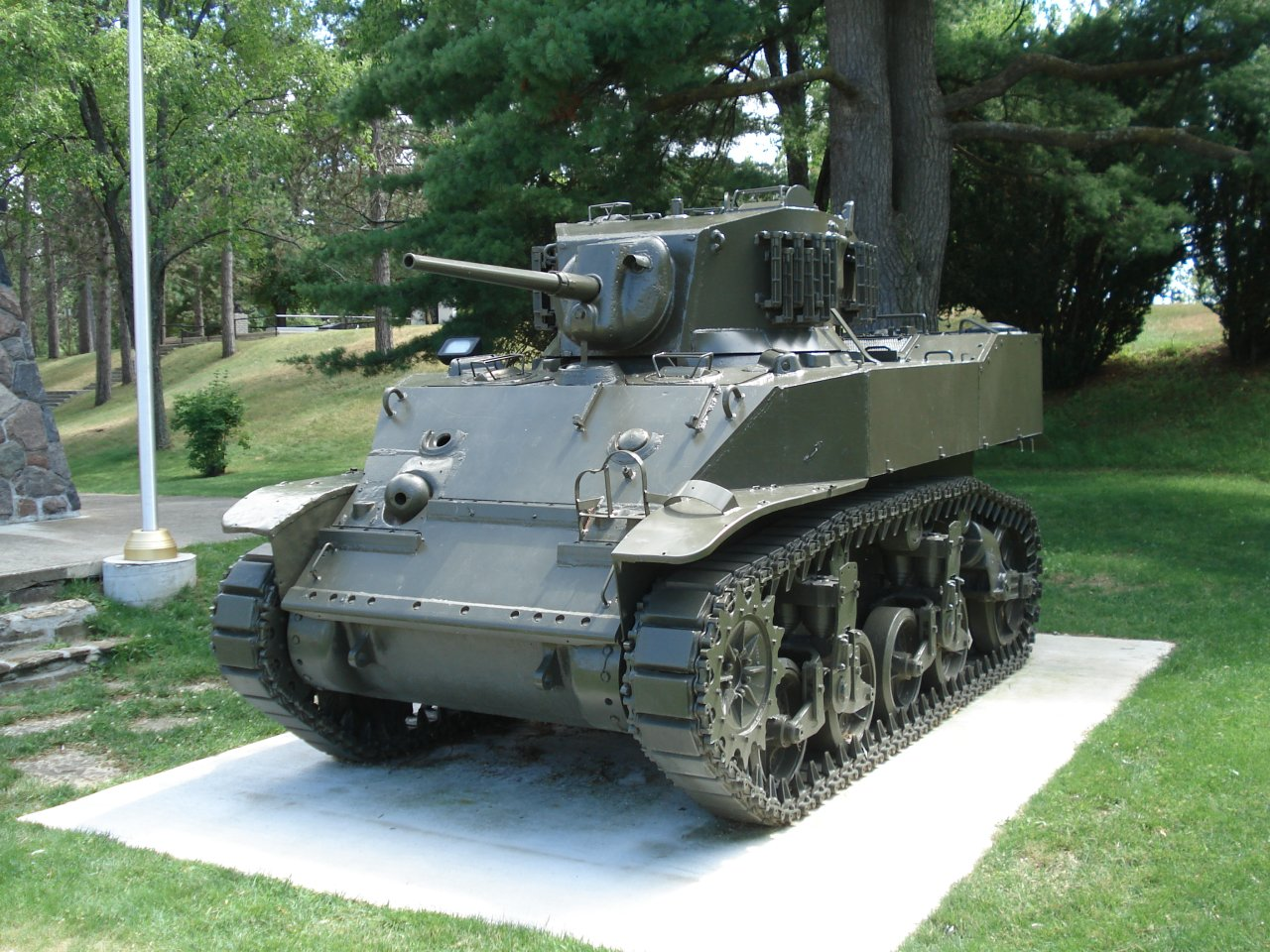
Char Stuart M5A1 également utilisé par le Recce Bataillon - où il fut cependant supplanté par le Cromwell - et les Recce Troops des bataillons blindés.

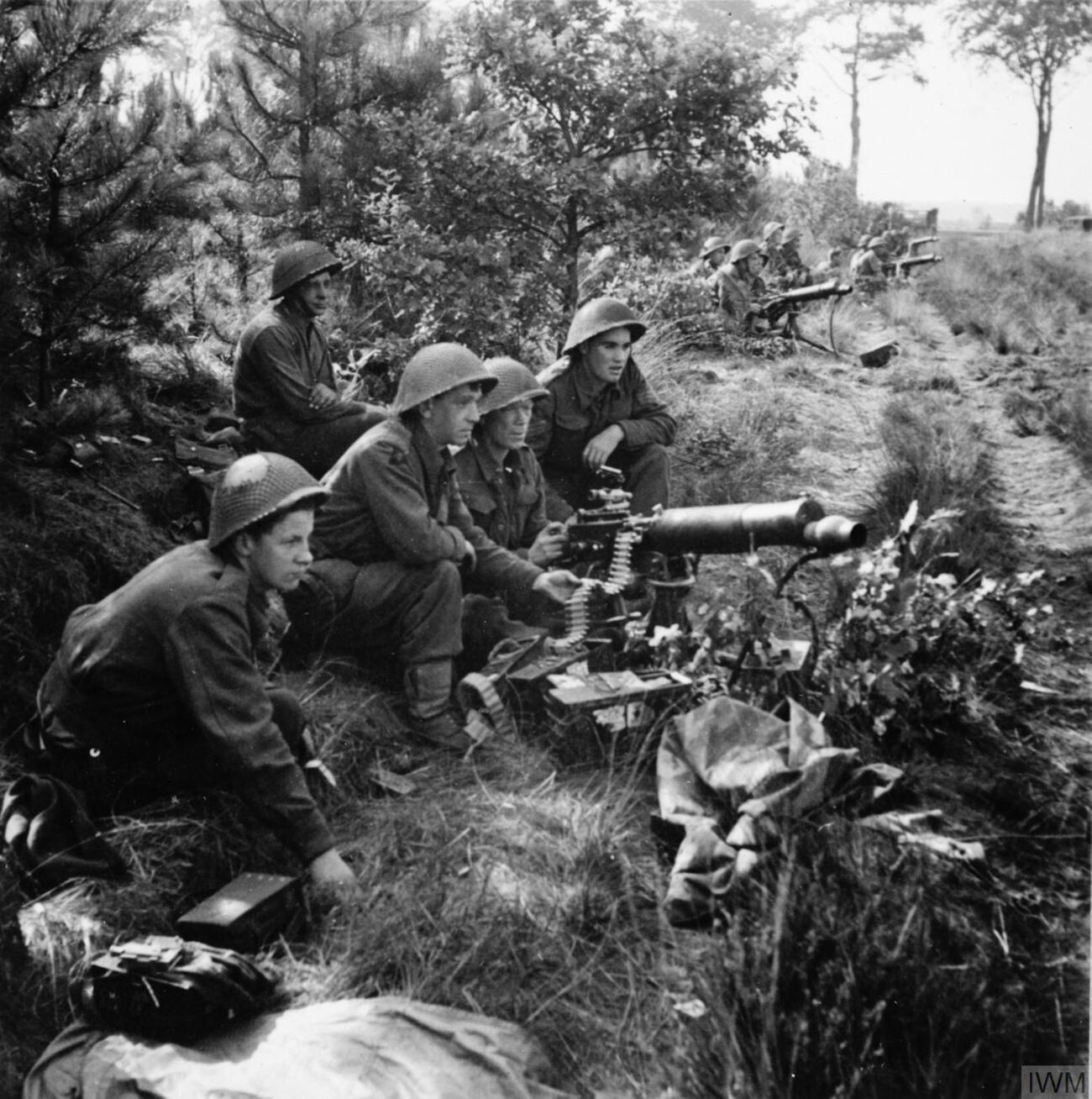
Mitrailleuse Vickers.303. Les servants sont coiffés du nouveau casque Turtle Back, commencé à être distribué à la fin de la guerre et qui restera en service jusque dans les années 1980 (guerre des Malouines).

- M4 Sherman. Ce char de conception et de fabrication américaine constitua véritablement le cheval de bataille de la division jusqu'en 1945. Compte tenu de ses différentes versions (au niveau notamment de la motorisation), les Américains avaient donné à celles-ci une dénomination particulière : M4 pour la version de base à moteur en étoile, M4A1 pour la version à coque moulée, M4A2 pour la version à motorisation diesel, etc. Les Britanniques établirent leur propre nomenclature pour leur parc qui tenait compte elle en plus du type d'armement : Mk I pour la version M4, Mk III pour la version diesel, Mk V pour la version rallongée M4A4 équipée d'un banc de cinq moteurs d'automobile Chrysler. Un suffixe alphabétique indiquait le type d'armement : un Mk I ou Mk V était armé du canon de 75 mm d'origine, un Mk IIIA était armé du canon américain de 76 mm, un Mk IB d'un obusier de 105 mm (ce type ne fut engagé par les Britanniques que sur le front italien) et le suffixe C était attribué aux versions réarmées du redoutable canon anglais de 17pdr (76,8 mm), la version la plus performante de ce char pendant la Deuxième Guerre mondiale.

- Cruiser Tank Cromwell et M3/M5 Stuart. Le Cromwell constituait le dernier descendant de la lignée des chars Cruiser (char de bataille par opposition aux Infantry Tanks comme le Churchill destiné à appuyer l'infanterie dans la vision britannique de la guerre mécanisée) dont faisaient partie le désastreux Covenanter et le très contesté Crusader. Le Cromwell se révéla cependant nettement supérieur à ses prédécesseurs, notamment en matière de vitesse et d'armement (canon Ordnance QF 6 pounder) ce qui en fit en fin de compte un excellent char de reconnaissance, ce qui n'était pas a priori sa destination première. Attribué exclusivement, au sein de la division, au Bataillon de reconnaissance des Welsh Guards[note 5], il finit par supplanter dans cette unité ses homologues américains M3/M5 Stuart, trop faiblement blindés et armés, dont elle était également dotée (les Stuarts resteront cependant en service dans les Recce Troops des bataillons blindés). Le canon de 37 mm de ce dernier étant en effet devenu obsolète à cette période du conflit, les M5 restant en service furent en général amputés de leurs tourelles et réarmés de mitrailleuses sur affût pour en faire des sortes d'automitrailleuses  de reconnaissance chenillées. Existant également en version 17pdr (Challenger) et en version d'appui équipé d'un obusier de 95 mm, le Cromwell  sera encore aligné pendant la Guerre de Corée et donnera naissance au char Comet, dont les premiers exemplaires seront alignés à la fin de la guerre et qui servira encore dans d'autres armées (Irlande, Finlande...) après ce conflit.

- Armement collectif de l'Infanterie divisionnaire. Cet arsenal souvent transporté au moyen de chenillettes Universal Carrier de différents modèles, comprend le FM Bren, l'arme antichar PIAT (acronyme de Projector Infantry Anti-Tank), équivalent britannique du Bazooka américain ou du Panzerfaust allemand, la mitrailleuse lourde (HMG - Heavy Machine Gun) Vickers.303 et le canon antichar de 6pdr ( 57 mm) ainsi que des mortiers de 2, 3 et 4,2 pouces.

- Canon antichar de 17pdr. Cette pièce antichar, la plus performante de l'arsenal allié, équipait au sein de la division le 21 Antitank Regiment, Royal Artillery tant dans sa version tractée que dans sa version auto-propulsée (montée sur châssis de M10 américain surnommé Achilles par les Britanniques). Le régiment alignait deux batteries auto-propulsées (douze Achilles par batterie - certains encore armés de leur canon américain de 90 mm (3 pouces) d'origine) et deux batteries tractées (douze pièces par batterie, tractées par des semi-chenillés). À la fin du conflit, l'opposition blindée allemande étant devenue quasi inexistante, les deux batteries tractées de la division furent converties en unités d'infanterie.

- Obusier de 25pdr. Cet obusier d'un calibre équivalent au 105 mm équipait les 55th Field Regiment Royal Artillery  dans sa version tractée et 153rd Field Rgt RA  dans sa version autopropulsée (Sexton sur châssis d'anciens chars M3 Lee/Grant comme le M7 Priest américain)

- Canon antiaérien Bofors 40 mm. Ce fut cette excellente pièce d'artillerie anti-aérienne qui établit la réputation de la firme suédoise dans ce domaine. Née dans les années 1930 d'un développement conjointement financé avec la marine suédoise, elle fut fabriquée sous licence ou copiée et alignée par presque tous les belligérants (Pologne, Belgique, USA, GB du côté allié, Japon et Hongrie du côté de l'Axe) et utilisée au sein de la Guards Armoured Division par le 94th Light Anti-Aircraft Regt Royal Artillery tant dans sa version tractée (une batterie de 18 pièces) qu'auto-propulsée (idem - montée sur châssis de camions Morris) conjointement à une batterie de 18 pièces de 20 mm[note 6]

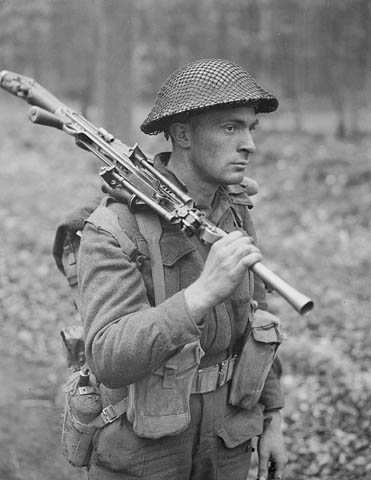
Portrait classique du tireur FM Bren britannique pendant la campagne d'Europe en 1944-45
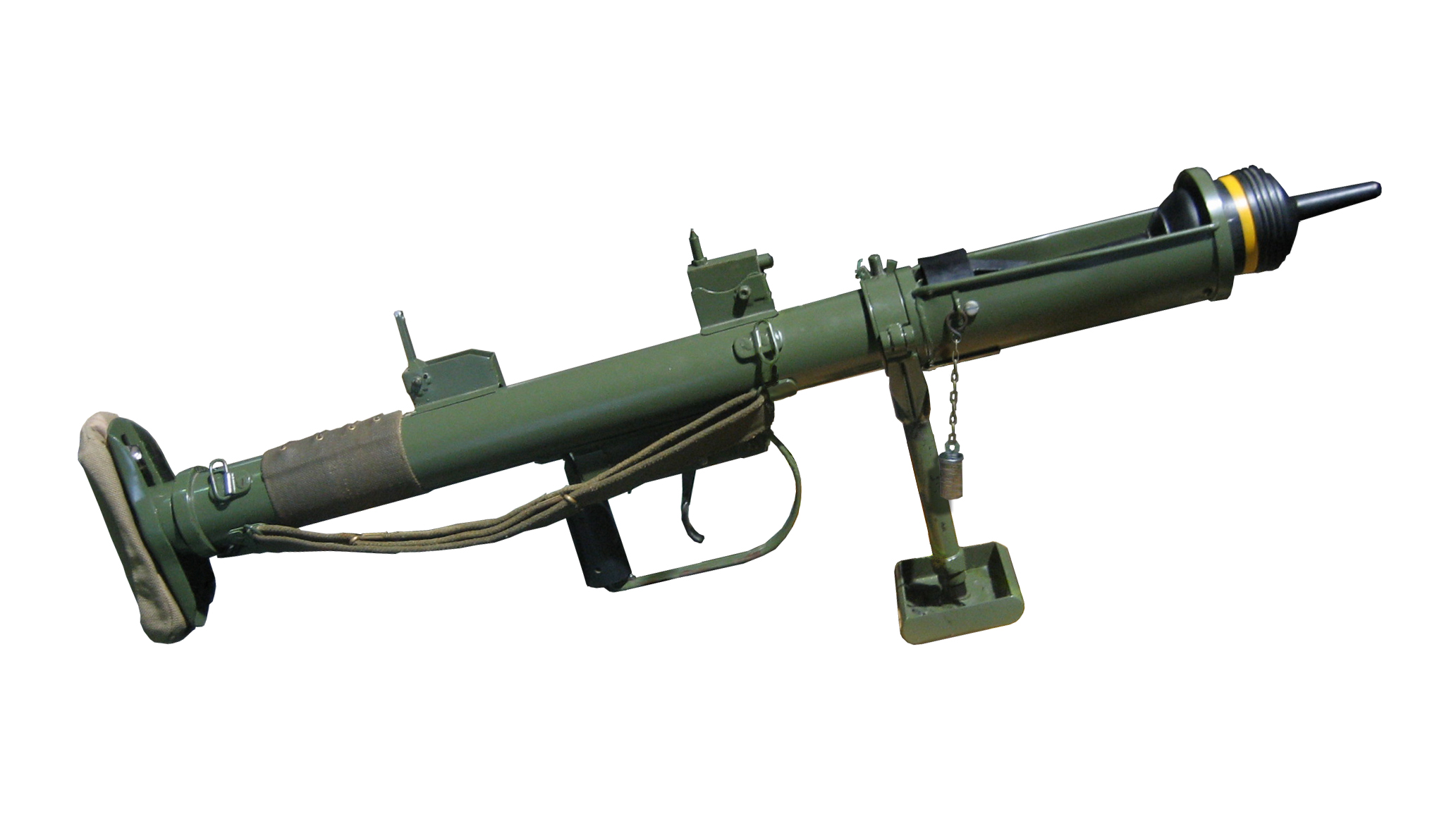
Projector Infantry Anti-Tank
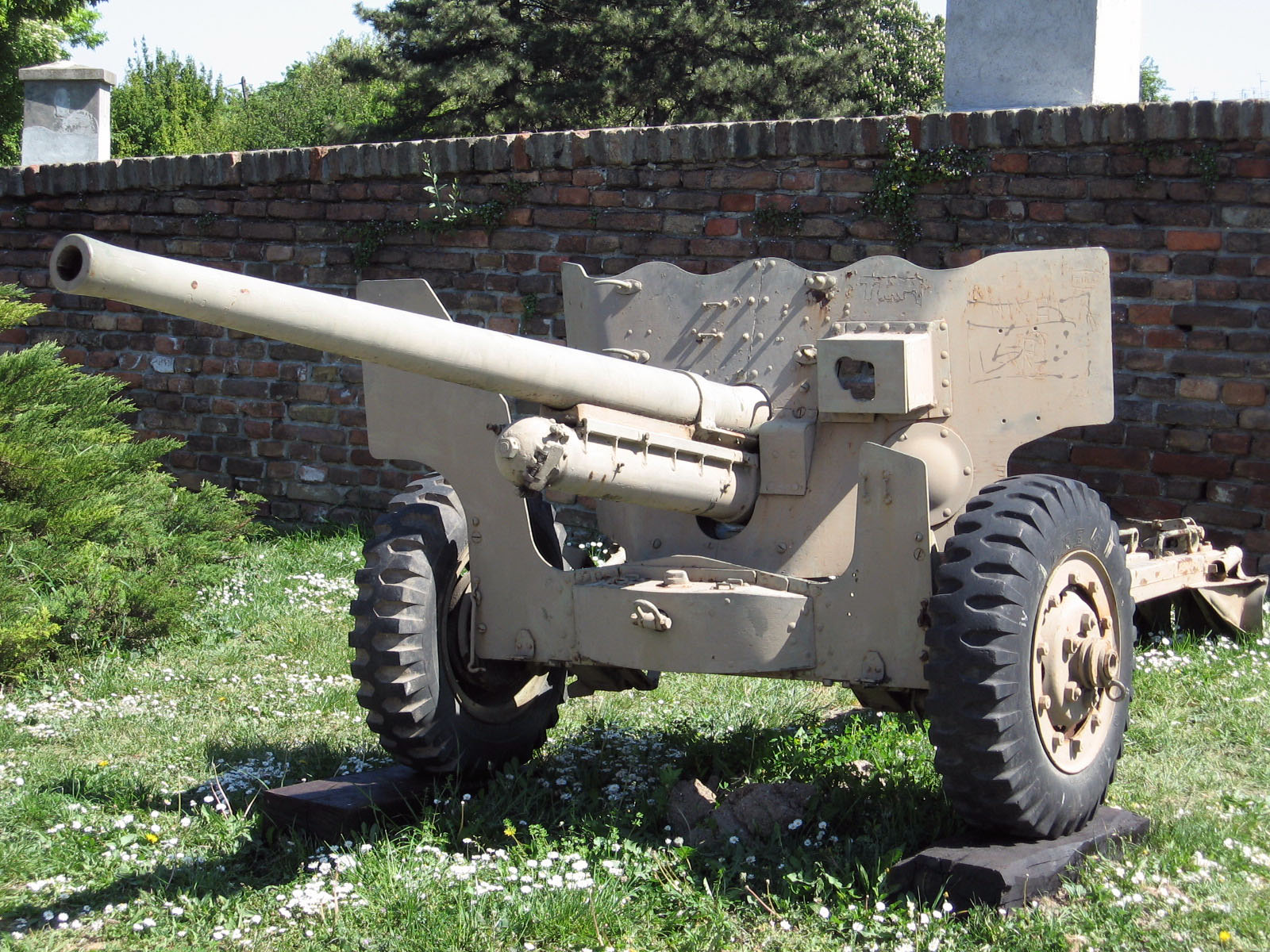
Canon antichar 6pdr (57 mm) des unités divisionnaire d'infanterie
Canon antichar de 17pdr des Guards protégeant le pont de Nimègues pendant l'opération Market Garden
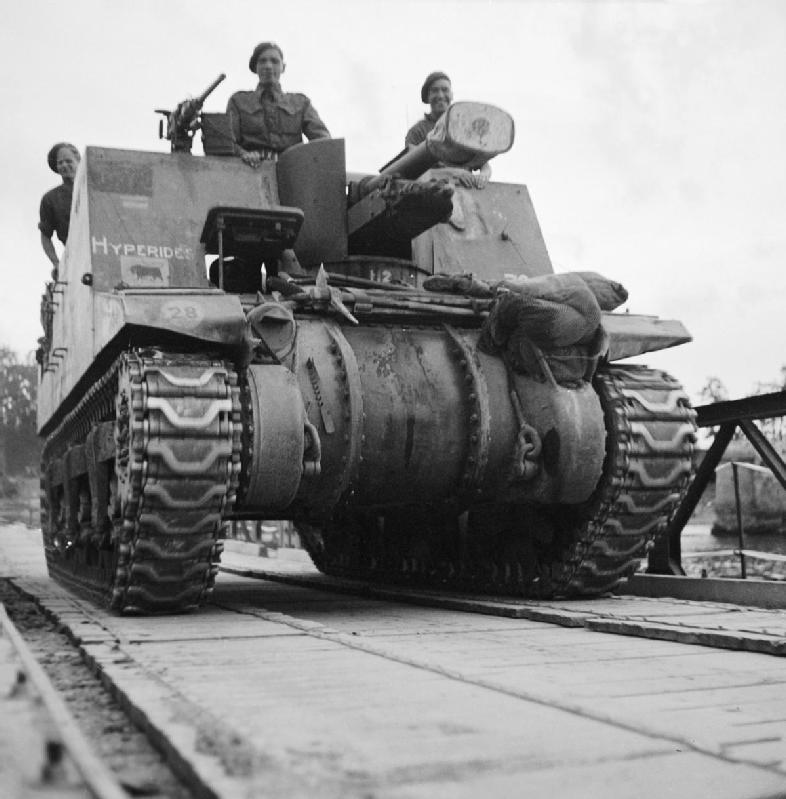
Obusier 25pdr en version autopropulsée Sexton (ici de la 11th Armoured Division)
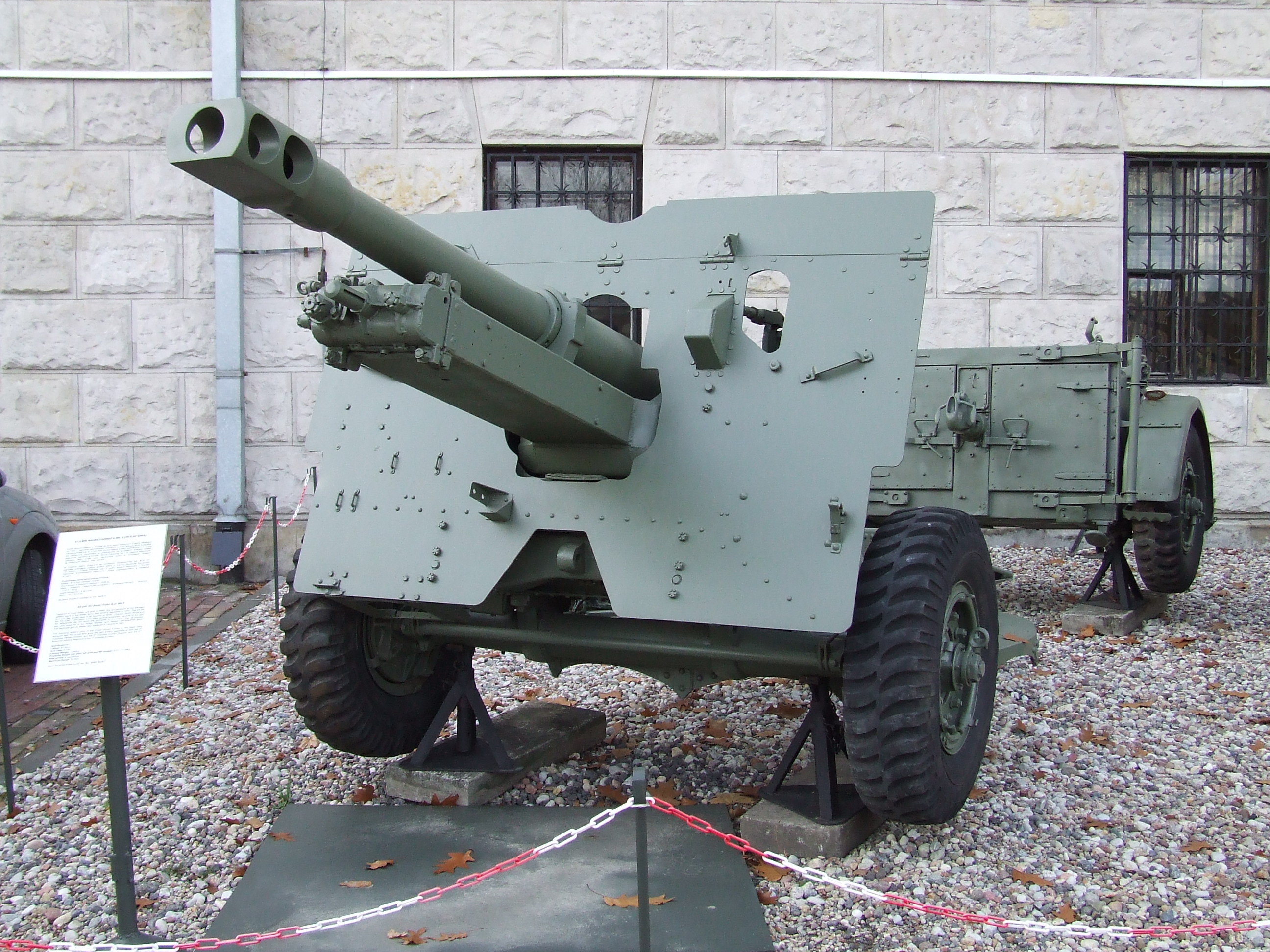
L'obusier de 25pdr en version tractée avec son caisson à munitions
Des 25pdr des Guards en action près d'Hechtel en septembre 1944
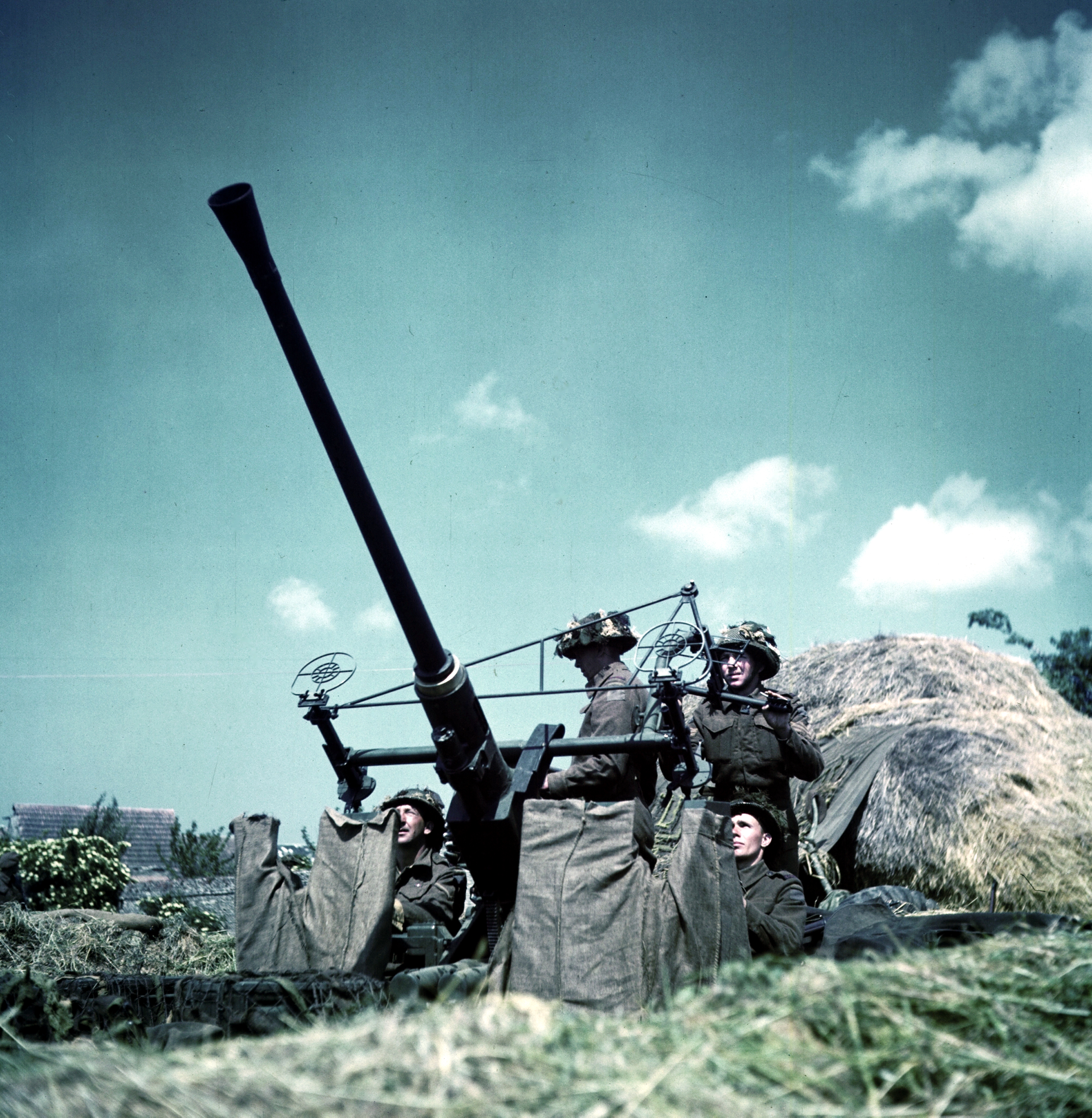
Canon Bofors 40 mm (ici utilisé par des troupes canadiennes)

## Bataille de Normandieetcampagne de France(juin-septembre 1944)

Blindé et canon antichar 6pdr britanniques dans les rues dévastées de Caen

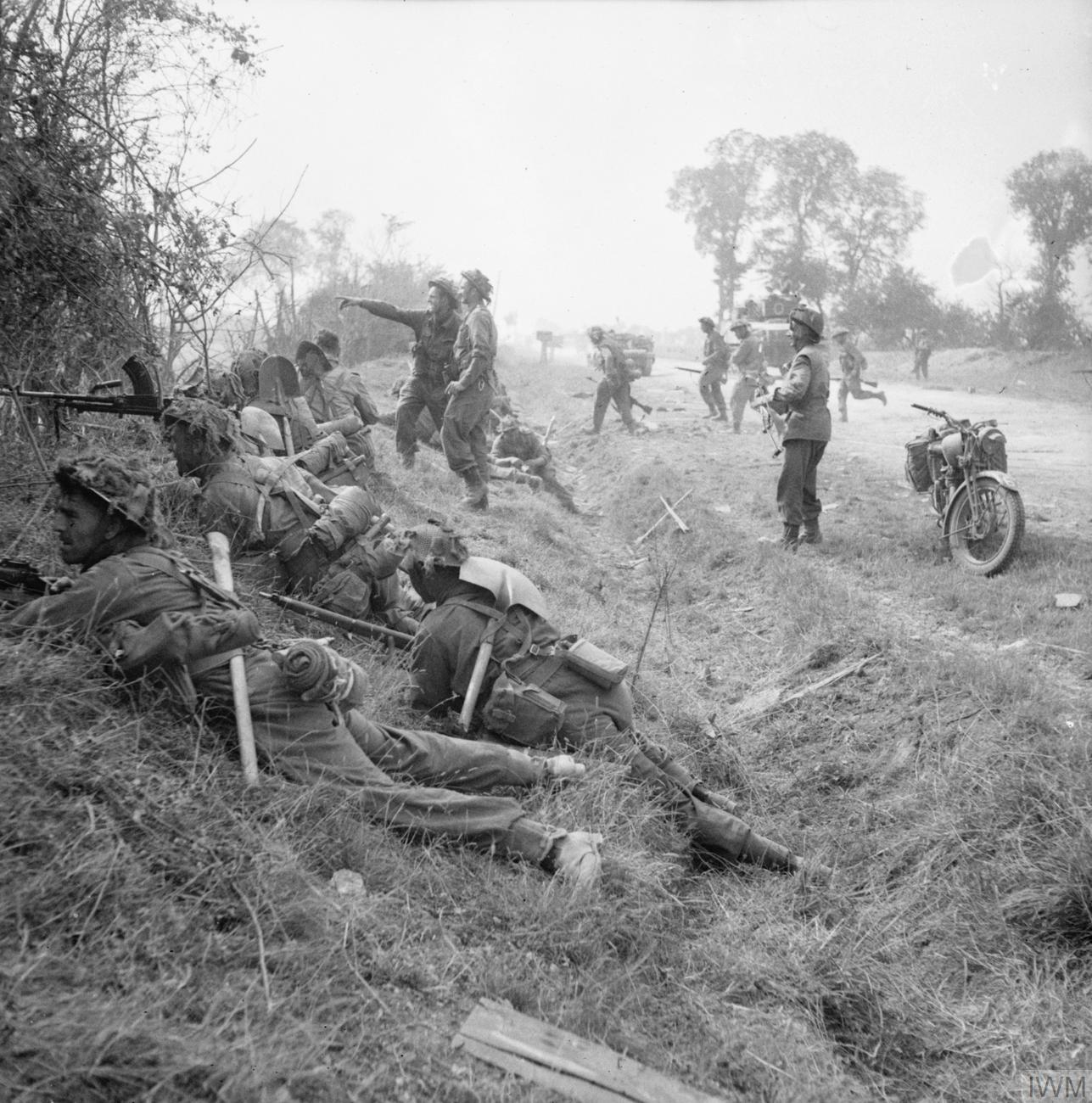
Les Welsh Guards dans la bataille du bocage normand

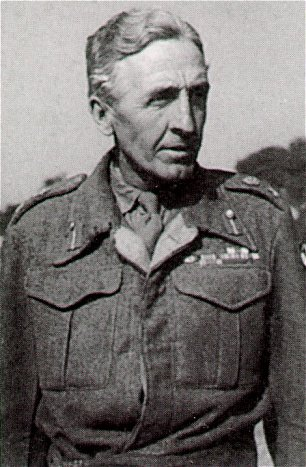
Le général Brian Horrocks commandant du XXXth Corps

Le personnel de la division débarqua en Normandie avec la deuxième vague de l'invasion et passa le mois de juin à l'ouest de Caen dans l'attente de son matériel avant d'être affectée au VIII Corps avec les 11th Armoured et  15th (Scottish) Infantry. 
Le 17 juillet marqua le début de son engagement dans l'opération Goodwood en direction de Falaise. La journée du 18 fut consacrée à la prise du village de Cagny au sud-est de Caen, engagement au cours duquel les Guards détruisirent un Koenig Tiger. Pendant les jours suivants, elle fut confrontée dans ce secteur aux 1re et 12e SS-Panzer Divisions, subissant certes des pertes sévères mais enregistrant aussi d'importants succès locaux face à ces deux divisions allemandes d'élite. Ces engagements mirent en évidence l'importance d'une parfaite collaboration entre les chars et l'infanterie.
Après la percée américaine au sud, les forces britanniques se portèrent vers la zone de collines boisées de Caumont afin de protéger le flanc gauche des troupes américaines  (opération Bluecoat), la division des Gardes se trouvant initialement en réserve. Le 31 juillet, la division scindée en modules mixtes infanterie/blindés s'engage dans la bataille du bocage, dont la topographie n'est pas sans rappeler la campagne britannique où elle s'était précédemment entraînée. La division s'y heurte aux éléments des 21e Panzer Division et 9e et 10e SS-Panzer Divisions engagés au compte-goutte. La nature du terrain, propice au combat d'embuscade et défavorable aux blindés, rend les combats particulièrement âpres. Une des batteries divisionnaires manque d'être capturée par des blindés allemands qui seront repoussés par les auto-moteurs antichars.
Le 7 août, les Allemands ayant lancé leur tentative de contre-offensive contre la percée américaine dans le secteur de Mortain, marque le début d'un bref moment de relatif répit pour la Guards Armoured Division. L'échec de la contre-offensive allemande sera le signe de l'amorce d'une débâcle allemande à partir du 15 qui atteindra son point culminant avec la destruction de la poche de Falaise.
Le 27 août, la division passe au XXXth Corps du général Brian Horrocks et récupère le 2nd Household Cavalry Regiment, permettant une réorganisation en groupes des combats plus efficaces, fruit des enseignements de la campagne de Normandie. Les unités d'infanterie et de blindés des 5th et 32th Brigades sont en effet regroupées en quatre groupements de combat mixtes - Battle Groups : les Grenadier Group et Irish Group sous le commandement du Brigadier N.W. Gwatkinet  (5th) les Coldstream Group et Welsh Group sous l'autorité du brigadier G.F. Johnston (32th).
Le 29, la division franchit la Seine à Évreux et prend la direction de la Belgique, couvrant le flanc droit de la progression britannique. La Seine franchie, le tempo de la progression alliée vers le Nord va dès lors s'accélérer, n'ayant plus devant elle que des unités allemandes désorganisées qui battent en retraite. Dès le 26, Montgomery avait précisé ses objectifs et son dispositif dans sa « Directive M-520 » : la Somme puis Bruxelles deviennent les objectifs de la Guards Division. Beauvais est libérée dès le 30 en fin de journée et le 31 à midi, les Guards s'emparent de trois ponts intacts sur la Somme ouvrant ainsi la route vers la Belgique. Arras tombe le jour suivant, malgré l'opposition d'un Kampfgruppe de la 10e SS Panzer Division. Désormais, seul l'enthousiasme des populations libérées et les problèmes d'intendance vont ralentir la progression de la division qui le 2 se retrouve à Douai..
À Douai, la Guards Division est rejointe par le 1st Belgian Group du Colonel Piron, rappelée d'urgence du Havre pour participer à la libération de son pays (opération Sabot). Son escadron d'automitrailleuses sera joint au Recce Bn des Welsh Guards en tête de colonnes.

## Belgique et Pays-Bas (septembre 1944 - janvier 1945)
- Libération de la Belgique

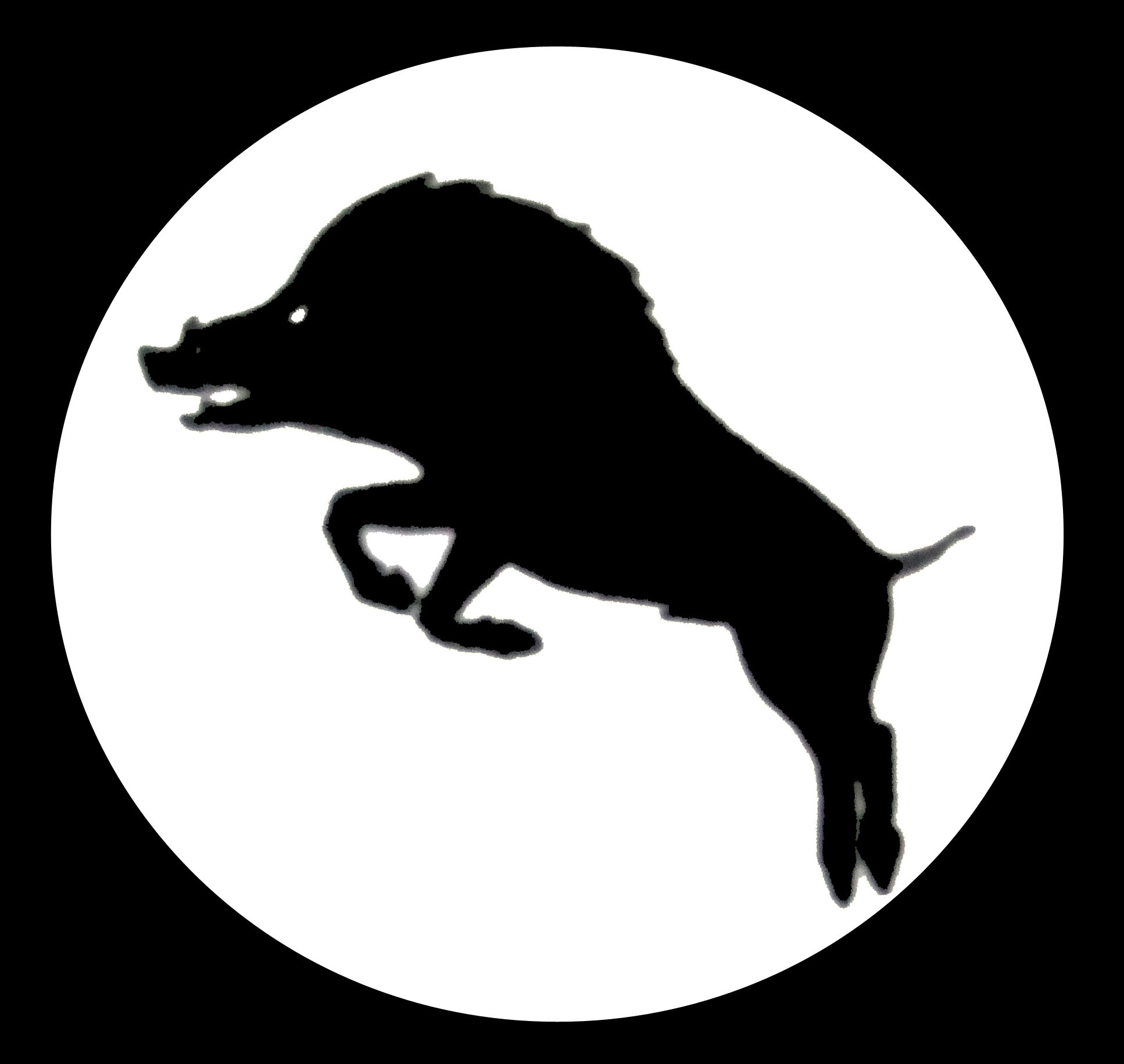
Insigne du XXXth Corps auquel la division sera subordonnée pendant les campagnes de Belgique et des Pays-Bas.

L' Operation Sabot débute le 3 septembre aux petites heures du matin et tourne véritablement à la course entre les différents Battle Groups et les unités belges vu la quasi absence de quelque opposition allemande organisée. Les Gallois et les Belges atteignent les premiers le pont de chemin de fer fixé par le Général Adair comme point de ralliement au sud de Bruxelles, les Welsh Guards pénétrant au cœur historique de la capitale belge par le boulevard de Waterloo, au milieu de l'enthousiasme délirant de la population qui contraint les conducteurs de véhicules à la plus extrême prudence. Les Battle Groups se déploient alors rapidement tout autour de la ville pour la protéger.
Le 4, le 2nd HCR se porte sur Louvain où il capture un pont sur la Dyle. Le 6, la division se porte sur le canal Albert dans le Limbourg, le Welsh Group le franchissant dès le lendemain. La défense allemande se raidit à l'approche de la frontière belgo-hollandaise et la division mettra une dizaine de jours à conquérir la Campine qui servira de base de départ à l'opération Market Garden.
- Market Garden

Les Cromwell de reconnaissance des Welsh Guards dans un paysage typiquement batave
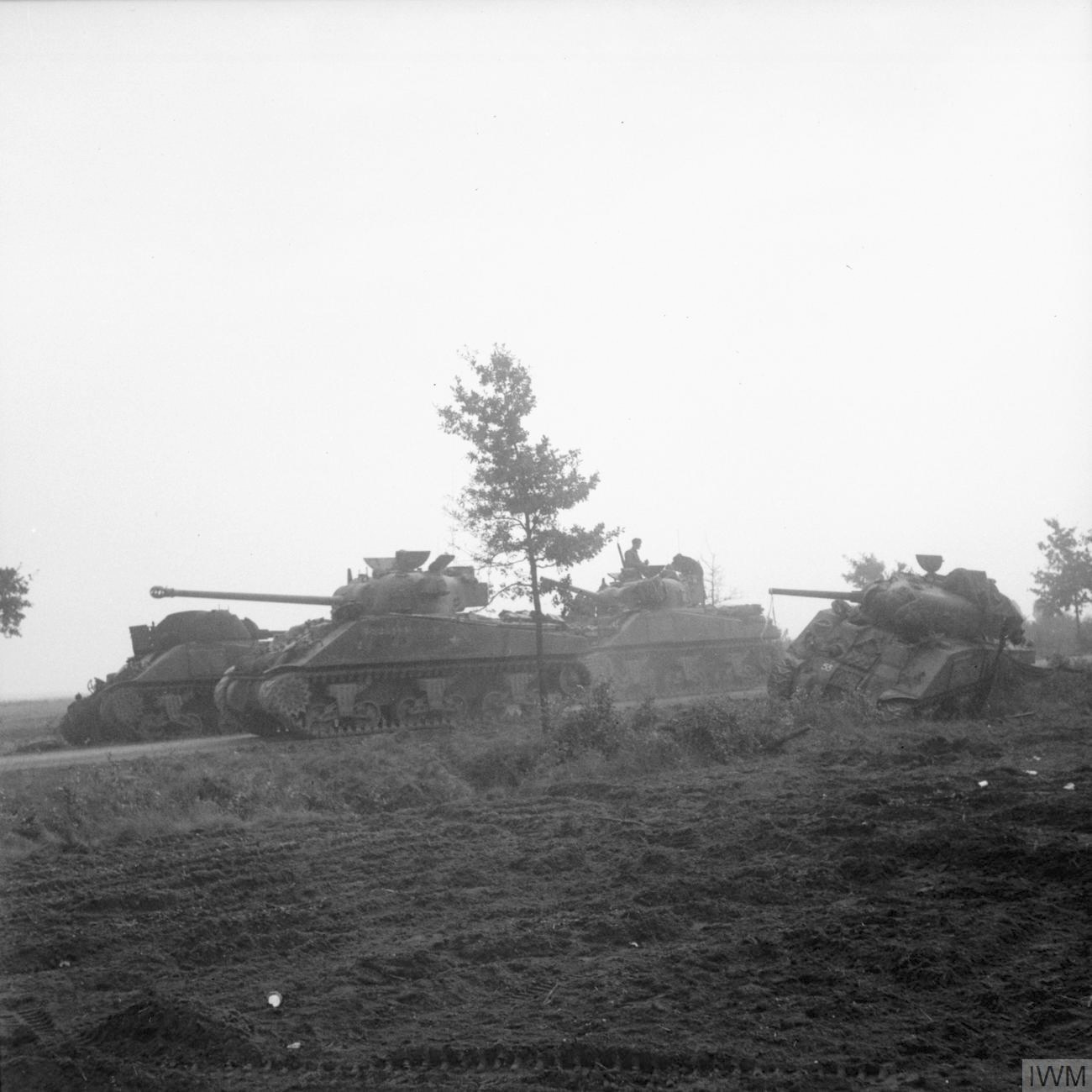
Un Troop (deux Shermans 75 mm appuyés par un Firefly) des Irish Guards pendant la progression vers Arnhem
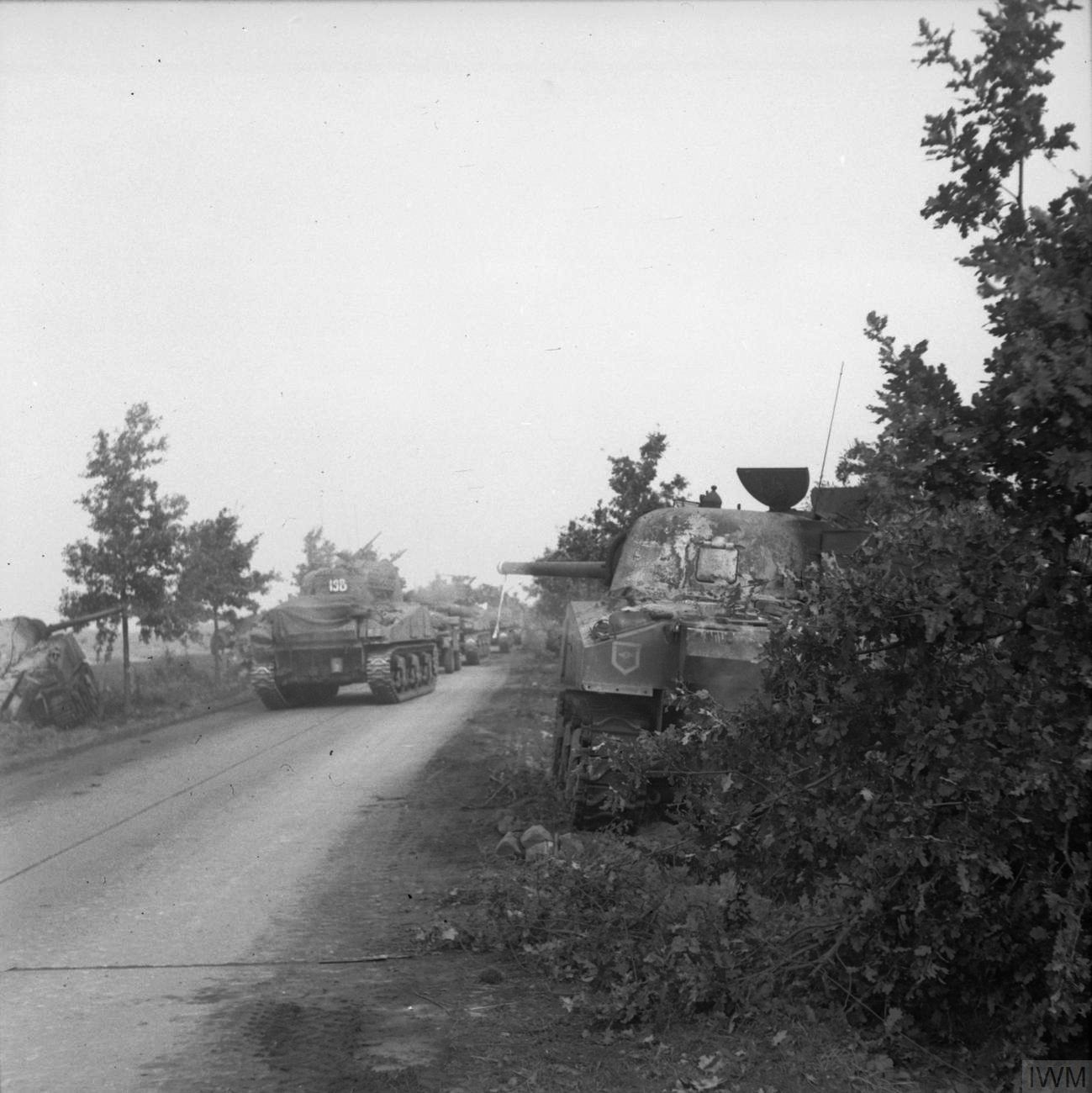
M4 Shermans des Guards sur la Hells Highway vers Arnhem. L'insigne de la division est visible sur l'arrière du char embusqué dans la haie
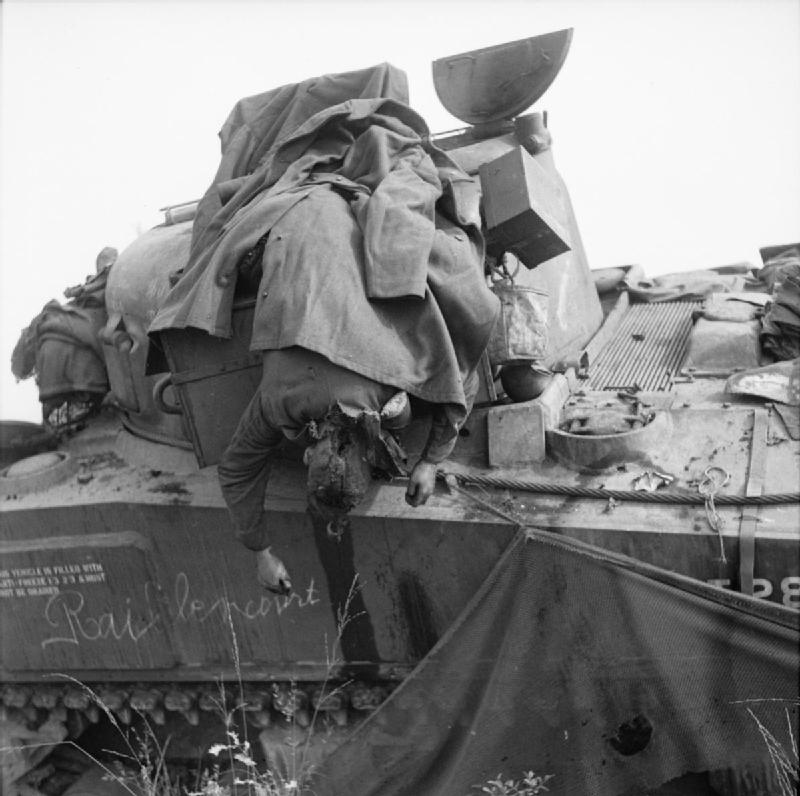
For King and Country. L'opération Market Garden se révéla particulièrement coûteuse en hommes et en matériel pour la Guards Division.

Élément de pointe du XXXth Corps pendant toute la durée de l'opération, la Guards Division participa dès lors à tous les combats majeurs sur la route vers le Rhin, subissant de lourdes pertes en personnels et matériels. Le Welsh Group dut même renoncer à une tentative de dégagement des parachutistes coincés dans Arnhem du fait des pertes subies et du manque de munitions et de carburant, cédant la main à la 43rd Infantry Division qui n'eut guère plus de succès. Jusque fin septembre, l’Irish Group participa aussi activement aux combats défensifs pour protéger les maigres gains de l'opération, prenant part notamment à la défense du pont de Nimègue face aux contre-attaques des 9e SS Panzer Division Hohenstaufen et 116e Panzer Division.
Le 6 octobre, la division sera placée en réserve au sud de Nimègue, bénéficiant d'un mois de semi-repos et de permissions à Bruxelles et Anvers. En novembre, elle sera ramenée plus au sud encore, dans la région de Sittard, en remplacement de la 9e Armée américaine, où elle restera cinq semaines et percevra ses équipements hivernaux en plus du matériel de remplacement. La fin de l'année 1944 et les premiers jours de 1945 seront ainsi consacrés à des opérations de patrouilles, de sécurité, de reconnaissance des défenses allemandes et de rééquipement de la division, après un bref retour vers Bruxelles à la suite de l'offensive allemande dans les Ardennes belges.
Voir aussi : Ordre de bataille de l'opération Market Garden

## Campagne d'Allemagne du Nord (1945)

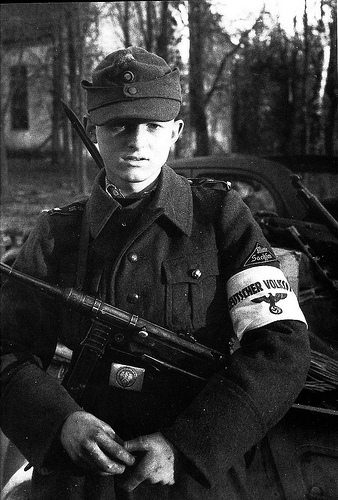
Les Guards se heurtèrent régulièrement au Volkssturm, qui se révéla un adversaire plus que symbolique, pendant la campagne de 1945.

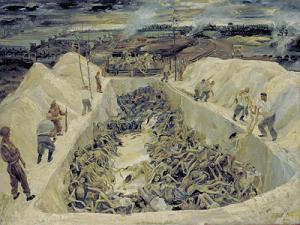
Le camp de Bergen-Belsen.

En tant qu'élément du XXXth Corps affecté en renfort de la 1st Canadian Army, la division prend part dès le 8 février à l'opération Véritable qui vise la conquête de l' interland germano-batave entre Meuse et Rhin, l'opération étant au départ fortement entravée par les inondations causées par la destruction par les Allemands des barrages de la Roer. La détermination des Allemands à défendre chèrement les marches du Vaterland, en particulier des unités de parachutistes, cause une nouvelle fois des pertes sévères. Veritable sera d'ailleurs l'un des plus dures batailles livrées par la Guards Division avec celle de Normandie.
Début mars, la division sera engagée dans l'opération Plunder visant au franchissement du Rhin en direction du Nord de l'Allemagne aux côtés de la 6th Tank Brigade - rebaptisée 6th Armoured Brigade.  Le 3 avril, elle atteint Lingen sur la rivière Ems, le commandant de la compagnie d'infanterie des Coldstreams, le Captain I.O. Liddle recevant la croix de Victoria pour sa conduite héroïque lors de la prise du pont sur l'Ems. Dans les jours suivants, la Guards Division fait mouvement vers Brême, se heurtant toujours aux unités de Fallschirmjagern (parachutistes) renforcés par la 15e Panzer Division et des bataillons du Volkssturm.
Le 16 avril, la division est transférée au VIIIth Corps avec pour mission la conquête de la région située entre Brême et Hambourg défendue par des unités de la Kriegsmarine constituées d'équipages de navires et de sous-marins encadrés d'officiers du Tirpitz et de bataillons du Volkssturm dont les familles des membres avaient été menacées de représailles par Himmler en cas de désertion. Ces unités disparates, bien équipées en armes antichars,  se révèlent des adversaires coriaces même pour les Guards. Le reste du mois d'avril ne sera qu'une suite de brefs mais âpres combats entre Elbe et Weser, les Allemands recyclant des mines marines capables de volatiliser un tank  pour renforcer leurs défenses. Lors de ces affrontements, les Guards captureront un canon de 88 mm dont tous les servants étaient des volontaires féminines. Le 27, le 1st HCR rejoint la division pour le reste de la campagne et l'accompagne jusque Oste, à mi-chemin entre Hambourg et Brême où la guerre se terminera le 5 mai pour les unités des Guards. La division se portera ensuite vers Cuxhaven pour recevoir la reddition de la 7e division de parachutistes allemande tandis qu'une compagnie des Scots recevra celle de la garnison d'Heligoland.
Au cours de sa progression dans le Nord de l'Allemagne, la Guards Division participa à la libération des camps de concentration de Sandbostel et Bergen-Belsen.

## Bibliographie

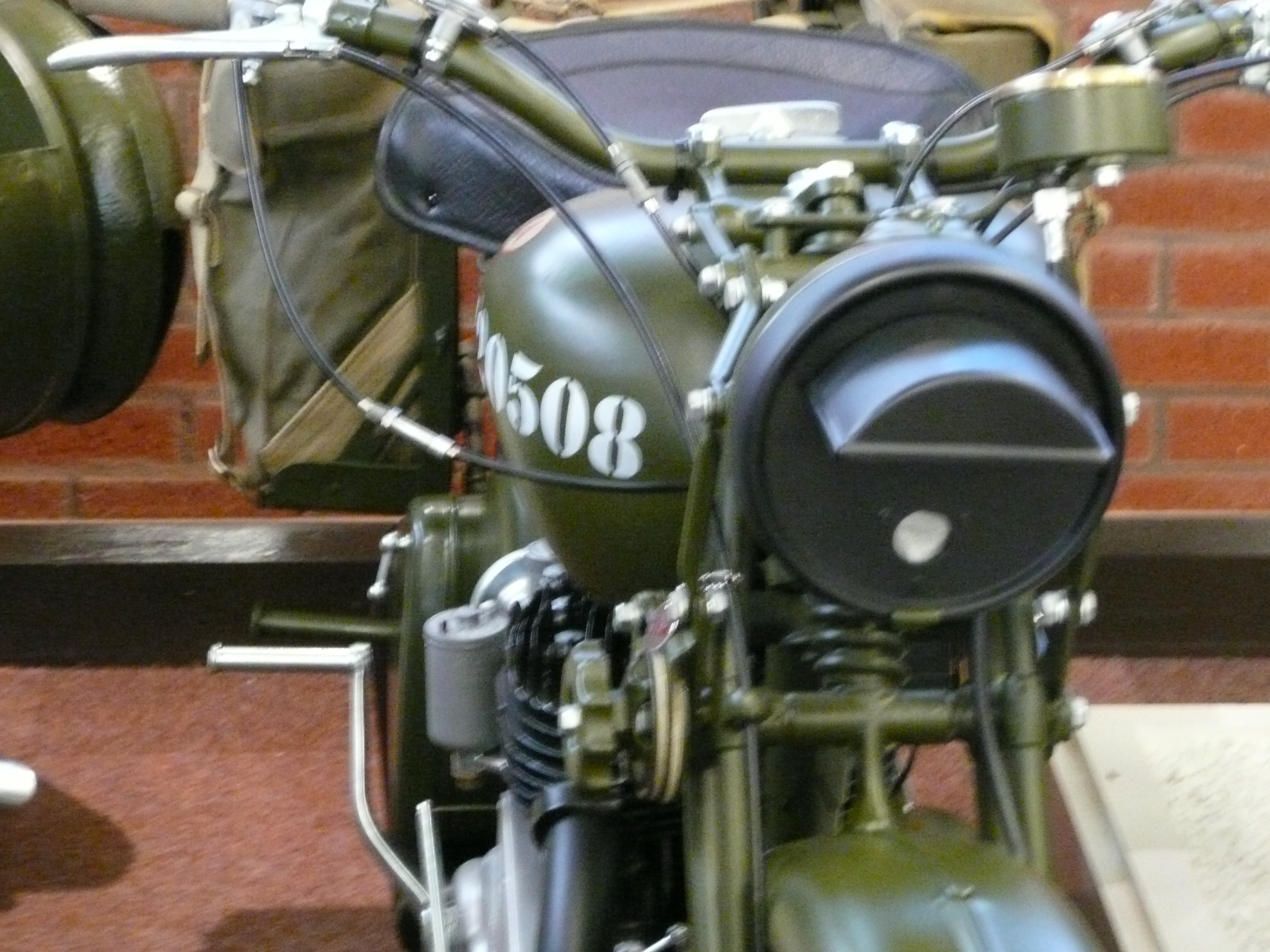
Le matériel léger de la division : moto BSA de fabrication britannique.
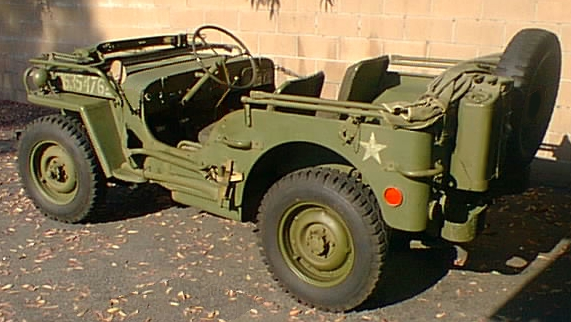
Jeep américaine Willys.
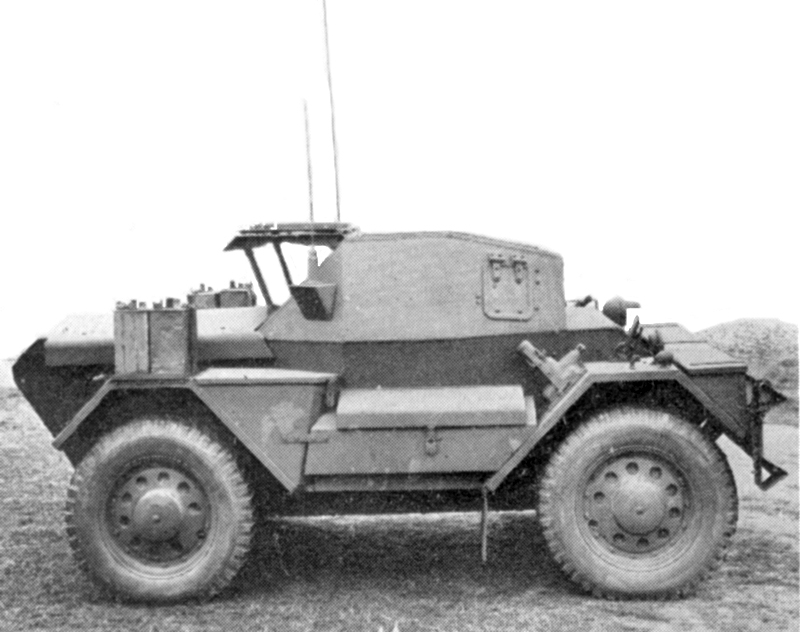
Scout Car Dingo, véhicule légèrement blindé de liaison et de commandement.

## Memorabilia
- Monuments aux troupes britanniques en Normandie ( Opération Bluecote )
- (en) The Guards Museum - Londres